# Current Biology
Current Biology (з англ. Сучасна Біологія) — це рецензований науковий журнал, що публікується раз на два тижні та охоплює всі галузі біології, особливо молекулярну біологію, клітинну біологію, генетику, нейробіологію, екологію та еволюційну біологію.
Журнал містить дослідницькі статті, різні види оглядових статей, а також редакційний журнальний розділ. Журнал був заснований у 1991 році групою Current Science, придбаною компанією Elsevier у 1998 році та з 2001 року є частиною Cell Press, підрозділу Elsevier.
Відповідно до Journal Citation Reports, імпакт-фактор журналу на 2020 рік становить 10,834. Дослідницька програма Superfund віднесла його до категорії «журнал із високим впливом».
Протягом багатьох років Current Biology хронікував прогрес біологічних досліджень. Журнал був на передньому краї документування найбільш трансформуючих відкриттів у галузі, від революційних досягнень у геноміці та протеоміці до з'ясування фундаментальних клітинних процесів і дослідження складних екологічних та еволюційних систем. Оскільки біологічні дослідження продовжують розвиватися та розвиватися, Current Biology продовжує служити платформою для останніх досягнень і сприяти міждисциплінарному діалогу та співпраці.